# (35745) 1999 GZ30
1999 GZ30 (asteroide 35745) é um asteroide da cintura principal. Possui uma excentricidade de 0.10852360 e uma inclinação de 3.51938º.
Este asteroide foi descoberto no dia 7 de abril de 1999 por LINEAR em Socorro.